# Ураксина, Расима Минибулатовна
Расима Минибулатовна Ураксина (19 октября 1950 год — 23 августа 2015) — поэтесса, драматург, фольклорист, переводчик. Член Союза писателей РБ. Кандидат филологических наук. Доцент кафедры педагогики и методик дошкольного образования Башкирского государственного педагогического университета имени М. Акмуллы. Заслуженный учитель Башкирской ССР (1991). Заслуженный деятель искусств Республики Башкортостан (2007).

## Биография
Ураксина Расима Минибулатовна родилась 19 октября 1950 года в деревне Новояппарово Давлекановского района Башкирской АССР.
В 1974 году окончила Башкирский государственный университет (ныне Уфимский университет науки и технологий). Кандидатскую диссертацию на тему: «Роль фольклора в формировании башкирской детской литературы» защитила в 1995 году.
Работала преподавателем в Сибайском педагогическом училище, в Башкирской республиканской гимназии № 1 им. Р. Гарипова, заместителем директора по науке в Уфимском педагогическом колледже № 2, преподавателем на кафедре педагогики и методик дошкольного образования Башкирского государственного педагогического университета имени М. Акмуллы. В 2002—2007 гг. преподавала в Высшем театральном училище имени М. С. Щепкина в г. Москве.

## Творческая деятельность
Совмещала работу педагогом с писательским творчеством для детей. Издала поэтические сборники «Красивая ложка на базаре» (1992), «Вкусно, вкусно, вкусненько» (1996), пьеса «Земля круглая» (1996).
На её стихи башкирский композитор А. Зиннурова написала около 40 песен, включая песни «Салават», «Курай», «Дедушкины медали» и др.
Интересовалась детским фольклором. Занималась сбором башкирского детского фольклора, издала 1 и 2 тома башкирского детского фольклора (1991, 1994).
Пьесы Расимы Минибулатовны для детей «Клубочек ты мой круглый», «Двенадцать волчьих голов» ставились в Сибайском детском театре, пьеса «Цокотуха» — в Национальном молодёжном театре РБ.
Переводила пьесы зарубежных и русских классиков. Перевела на башкирский язык пьесы А. Найденова «Дети Ванюшина», Ж. Б. Мольера «Дон Жуан», трагедию Шекспира «Ромео и Джульетта».

## Награды и звания
- Заслуженный учитель Башкирской ССР (1991).
- Заслуженный деятель искусств Республики Башкортостан (20 апреля 2007 года) — за большие заслуги в воспитании и подготовке творческих кадров[2].
- Отличник просвещения СССР (1990).
- Знак ВЦСПС «За достижения в самодеятельном искусстве».

## Книги
- Вкусно-вкусно-вкусненько : Стихи, сценарии : [Для мл. шк. возраста] / Расима Ураксина; [Худож. М. Биишев], Уфа Башк. изд-во «Китап» 1996.
- Ложка ты моя расписная : Стихи : [Для мл. шк. возраста] /; [Худож. В. Рудаков], 23 с. цв. ил. 20 см, Уфа: Башк. изд-во «Китап» 1992